# Liste der Ehrenbürger von Memmingen
Die Ehrenbürgerwürde ist die höchste kommunale Auszeichnung der Stadt Memmingen. Mit ihr werden Bürger ausgezeichnet, die sich besondere Verdienste für die Stadt erworben haben. Rechtliche Grundlage ist die jeweilige Gemeindeordnung. Neben der Ehrenbürgerschaft vergibt die Stadt auch einen Ehrenring.
Seit 1866, soweit nach Akten feststellbar, wurden folgende Personen zu Ehrenbürgern ernannt.
Hinweis: Die Auflistung erfolgt chronologisch nach Datum der Zuerkennung.

## Die Ehrenbürger der Stadt Memmingen

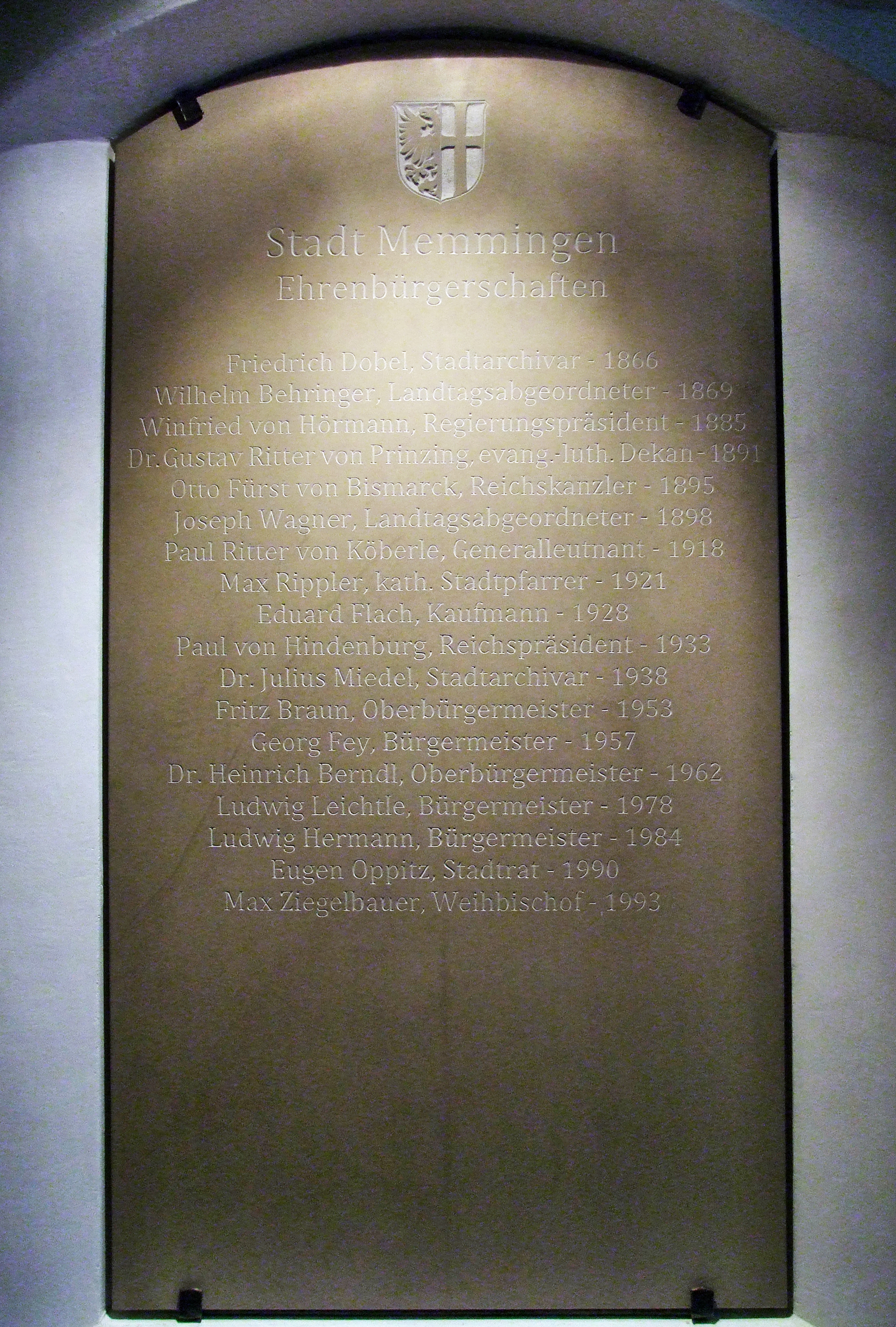
Tafel der Ehrenbürger im Rathaus

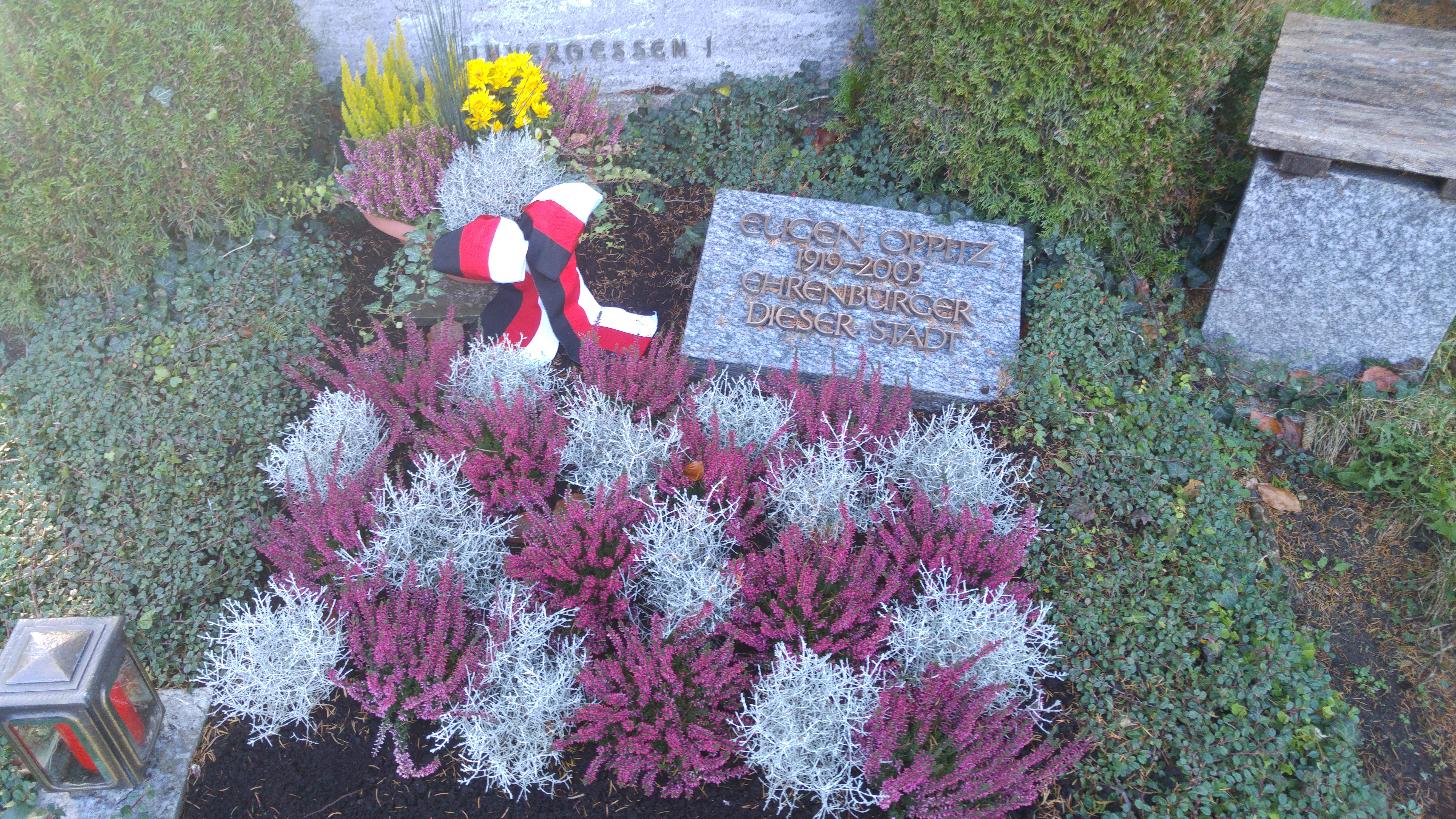
Grabstelle des Eugen Oppitz auf dem Waldfriedhof Memmingen

1. Karl Friedrich Dobel (* 1819; † 1891)
Stadtbibliothekar und Stadtarchivar
Verleihung am 16. November 1866
2. Wilhelm von Behringer (* 1820; † 1902)
Appelationsgerichtsrat
Verleihung am 9. Juli 1869
Behringer gehörte von 1863 bis 1869 dem Landtag an, war Senatspräsident und von 1871 bis 1874 Mitglied des Reichstags. In Anerkennung sowohl seiner Bestrebungen für die nationale Verbindung des Südens mit dem Norden von Deutschland, als auch seine Leistungen zum Wohle des Vaterlandes und in dankbarer Würdigung seiner eifrigen Bemühungen um die besonderen Interessen der Stadt Memmingen wurde er zum Ehrenbürger ernannt.
3. Winfried Hörmann von Hörbach (* 25. Juni 1821 in Mainz; † 21. Oktober 1896 in München)
Fraktionsführer der Liberalen
Verleihung am 18. September 1885
Hormann wurde in Anerkennung seiner Verdienste um den Wahlkreis Kempten im Allgemeinen und um die Stadt Memmingen im Besonderen ausgezeichnet.
4. Gustav Ritter von Prinzing (* 21. Mai 1833 in Fürth bei Nürnberg; † 22. Februar 1923 in München)
Kgl. Oberkonsistorialrat der evangelisch-lutherischen Kirche
Verleihung am 3. September 1891
Die Ernennung erfolgte in Anerkennung der Verdienste um das Erziehungs- und Unterrichtswesen der Stadt und als Begründer und Vorstand des Ludwigslehrerinnenseminars und für seine nahezu 30-jährige gesegnete Wirksamkeit als evangelisch-lutherischer Pfarrer in der Stadt.

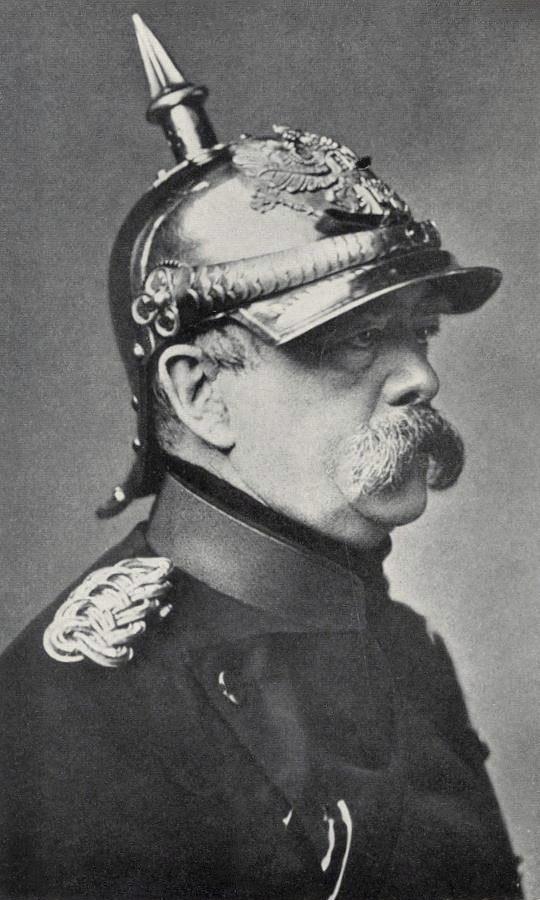
Otto von Bismarck
5. Otto von Bismarck (* 1. April 1815 in Schönhausen; † 30. Juli 1898 in Friedrichsruh)
Reichskanzler
Verleihung am 1. April 1895
6. Josef Wagner (* 1846; † 1914)
Landgerichtsrat
Verleihung 1898
Wagner gehörte von 1887 bis 1904 dem Landtag und dem Reichstag an. Für seine Verdienste als Abgeordneter erkannte man ihm die Ehrenbürgerschaft zu.
7. Paul Ritter von Köberle (* 19. Mai 1866 in Memmingen; † 4. Februar 1948 in Rammelsbach)
Generalleutnant
Verleihung am 31. Januar 1918
Köberle brachte als Generalmajor und Führer einer Reservedivision in kritischer Lage durch besonders kluge, umsichtige, tatkräftige Maßnahmen den feindlichen Durchbruchsversuch am 31. Juli 1917 an entscheidender Stelle in Flandern zum Stehen. Nach der Auszeichnung mit dem Militär-Max-Josef-Orden wurde er auch Ehrenbürger in Memmingen.
8. Monsignore Max Rippler (* 1855; † 1923)
Stadtpfarrer
Verleihung 1921
Rippler wurde für seine 36-jährige aufopferungsvolle Tätigkeit in der katholischen Gemeinde, in der Schule und im Armenrat, als Dank für die von ihm mit seltenem Opfersinn geschaffenen Wohltätigkeitsanstalten und für sein fortgesetztes Streben den Frieden in und mit der Gemeinschaft zu wahren zum Ehrenbürger ernannt.
Tafel der Ehrenbürger im Rathaus
9. Eduard Flach (* 1853; † 1945)
Privatier
Verleihung am 12. Oktober 1928
Mit der Verleihung würdigte die Stadt seine mehr als 30-jährige verdienstvolle Tätigkeit im Verschönerungsverein und seine unablässige Arbeit und seine großen Geldopfer für die Schaffung und Erhaltung der Spazierwege und Anlagen um die Stadt.
10. Paul von Hindenburg (* 2. Oktober 1847 in Posen; † 2. August 1934 auf Gut Neudeck)
Generalfeldmarschall, Reichspräsident
Verleihung am 27. April 1933
  - Ludwig Siebert (* 17. Oktober 1874 in Ludwigshafen; † 1. November 1942 am Chiemsee)

bayerischer Ministerpräsident
Verleihung am 27. April 1933[1]
  - Adolf Hitler (* 20. April 1889 in Braunau am Inn; † 30. April 1945 in Berlin)

Führer, Reichskanzler
Verleihung am 27. April 1933
aberkannt[2]
11. Julius Miedel (* 5. August 1863 in Weißenburg in Bayern; † 18. August 1940 in Memmingen)
Oberstudienrat
Verleihung am 5. August 1938
Miedel erhielt die Ehrenbürgerschaft als Anerkennung für seine hohen Verdienste um die Heimatgeschichte und die Heimatpflege.
12. Friedrich Braun (* 1873; † 1960)
Oberbürgermeister
Braun war von 1910 bis 1931 Oberbürgermeister von Memmingen.
13. Georg Fey  (* 28. Dezember 1882 in Memmingen; † 2. Oktober 1959 ebenda)
Bürgermeister
Fey war von 1945 bis 1962 Bürgermeister.
14. Heinrich Berndl
Oberbürgermeister
Verleihung 1962
Berndl war zunächst von 1926 bis 1932 Rechtsrat in Memmingen und im Anschluss ab 1932, ausgenommen 1945–1956, Oberbürgermeister der Stadt. Anlässlich seines 75. Geburtstages wurde er für seine großen Verdienste um die Stadt, unter anderem ihre Errettung vor der Zerstörung 1945, zum Ehrenbürger ernannt.
15. Ludwig Leichtle
Bürgermeister
Verleihung 1978
Ludwig Leichtle wurde die Ehrenbürgerwürde aufgrund seiner langen Tätigkeit im Memminger Stadtrat, sowie seiner Eigenschaft als stellvertretender Bürgermeister verliehen.
16. Ludwig Hermann
Bürgermeister
1984
Ludwig Hermann wurde die Ehrenbürgerwürde aufgrund seiner langen Tätigkeit im Memminger Stadtrat, sowie seiner Eigenschaft als stellvertretender Bürgermeister verliehen.
Grabstelle des Eugen Oppitz auf dem Waldfriedhof Memmingen
17. Eugen Oppitz
Stadtrat
Verleihung 1990
Eugen Oppitz wurde die Ehrenbürgerwürde aufgrund seiner langen Tätigkeit im Memminger Stadtrat verliehen.
18. Max Ziegelbauer (* 6. September 1923 in Memmingen; † 21. November 2016 ebenda)
Weihbischof in Augsburg
Verleihung 1993
war bis zu seinem Tod als höchster Memminger Repräsentant in der katholischen Kirche vertreten
19. Josef Miller (* 12. Juli 1947 in Oberschöneberg)
Politiker
Verleihung 28. April 2014
Josef Miller hat im Bayerischen Landtag fast drei Jahrzehnte die Interessen des Landes, der Region und dabei im Rahmen des Möglichen besonders der Stadt Memmingen vertreten und sich im Stadtrat 18 Jahre lang für die Memminger Bürgerinnen und Bürger eingesetzt. Damit hat er sich in besonderem Maße um das Wohl der Stadt verdient gemacht.[3]
20. Ivo Holzinger (* 4. April 1948 in Aalen)
Politiker
Verleihung 17. Oktober 2016, Inkrafttreten am 21. November 2016
Verleihung aufgrund seiner 36-jährigen Amtszeit als Oberbürgermeister der Stadt Memmingen[4]
21. Herbert Müller (* 15. November 1944 in Memmingen)
Politiker
Einstimmig beschlossen in der letzten Plenumssitzung der Amtszeit 2014–2020
Verleihung für Stadtratstätigkeit 1972 bis 2020, 24 Jahre lang Vertretung der Interessen des Landes, der Region und der Stadt im Landtag und Initiierung des Memminger Freiheitspreises 1525[5]